# Скополія
Скополія (Scopolia Jacq.) — рід багаторічних зіллястих рослин з родини пасльонових. Має м'ясисте кореневище. 4-6 видів у помірному поясі Євразії. В Україні — два види, що ростуть у широколистяних лісах:
- Скополія карніолійська (S. carniolica Jacq. = Atropa carniolica Scop.) у Карпатах й у зах. і правобережному Лісостепу. Кореневище містить алкалоїди: гіосціямін, скополамін, атропін, що застосовуються при виразковій хворобі, нервових, серцевих та очних захворюваннях;
- Скополія трубкоцвіта (S. tubiflora Kreyer) в зах. Лісостепу. Лікарська рослина, з якої добувають алкалоїди: атропін і скополамін.